# Club Riachuelo
Club Riachuelo – argentyński klub piłkarski z siedzibą w mieście Buenos Aires.

## Historia
Klub Riachuelo założony został w 1908 roku. W 1913 roku wziął udział w rozgrywkach pierwszej ligi zorganizowanych przez federację Asociación Argentina de Football. Klub zajął ostatnie 15. miejsce i spadł z ligi. W swoim jedynym występie w najwyższej lidze Argentyny Riachuelo rozegrał 17 meczów (w tym 1 zwycięstwo, 3 remisy i 13 porażek) uzyskując 5 punktów. Klub zdobył 16 bramek i stracił 62 bramki.
W 1914 roku Riachuelo dołączony został do klubu Sportivo Barracas.